# 307

307(삼백칠)은 306보다 크고 308보다 작은 자연수다.

## 수학
- 63번째 소수(素數)다. 앞의 소수는 293, 다음 소수는 311이다.
  - 베르누이 수의 분자 {\displaystyle B_{88}}을 나눌 수 있는 비정규 소수다.
- {\displaystyle 17^{3}-1}은 307로 나누어떨어진다.

## 과학
- NGC 307(영어판): 고래자리 방향에 있는 렌즈형 은하.
- AMP의 분자량은 307이다.

## 교통

### 철도
- 부산 도시철도 3호선 종합운동장역의 역번호.
- 대구 도시철도 3호선, 수도권 전철 3호선은 307번 역이 없고, 각각 312번, 309번 부터 시작한다.

### 도로
- 국도
  - 일본 307번 국도: 시가현 히코네시에서 오사카부 히라카타시까지 이어지는 일본의 국도.
- 기타 도로
  - 307번 지방도 (폐지) 경기도 김포시 풍무동에서 김포시 사우동까지 이어지던 대한민국의 과거 지방도.
  - 현도 제307호선

## 군사
- U-307(영어판, 독일어판): 제2차 세계 대전에 사용된 나치 독일의 군용 잠수함.

## 문화유산
- 대한민국의 국보 제307호: 태안 동문리 마애삼존불입상
- 대한민국의 보물 제307호: 김천 청암사 수도암 석조비로자나불좌상
- 대한민국의 사적 제307호: 보령 성주사지

## 방송
- 지니 TV에서 독일 공영 방송인 DW-TV Asia+의 채널 번호.
- LG헬로비전의 채널i 채널 번호.
- KT HCN의 애니플러스 채널 번호.

## 기타
- 날짜: 3월 7일
- 연도: 307년, 기원전 307년